# سمع (جنس)
السِّمْعُ هو جنس من الكلبيات.  هناك نوعان معروفان: نوع هو الكلب البري الإفريقي (Lycaon pictus) الموجود في إفريقيا أو يسمى«الكلب المطلي» أو «الذئب المزخرف» أو «كلب الصيد الإفريقي»، من بين أنواع أخرى والمنقرضة هو (Lycaon sekowei)، والمعروفة من العصر البليوسيني والبليستسوين في جنوب إفريقيا. يتميز هذا الجنس الفائق النحافة للغاية. لقد تشعبت من سلالات الكلب الشبيهة بالذئب خلال عصر البلايستوسين.  منذ ذلك الحين، أصبح السُمع أخف وزنا، لكنه ظل شديد الحساسية.
يعتبر بعض المؤلفين أن جنيس الذئب الغريب (Canis subgenus Xenocyon) المنقرض كسلف مشترك لكل من السمع وكلب دول.:p149